# Klaus Pagh
Klaus Henrik Pagh (* 29. Juli 1935 in Hørsholm; † 8. Dezember 2020 in Hellerup) war ein dänischer Schauspieler, Regisseur und Filmproduzent.

## Leben
In den 1950er-Jahren hatte Pagh erste größere Filmrollen, etwa 1956 in dem Film Frühling der Liebe. Er wurde daraufhin als der dänische James Dean bezeichnet. Pagh war in allen fünf Soldaterkammerater-Filmen von Sven Methling zu sehen, die von 1958 bis 1962 erschienen. Drei der Kriegskomödien wurden auch in Deutschland gezeigt. Er wirkte insgesamt in mehr als 40 Film- und Fernsehproduktionen mit.
In den 1960er-Jahren war er an Theatern in Odense und Aalborg tätig. 1971 ging er nach Kopenhagen, wo er bis 1987 für mehrere Theater als Geschäftsführer und künstlerischer Leiter arbeitete.
Er war mit der Schauspielerin Sonja Oppenhagen verheiratet. Die gemeinsame Tochter Anne Oppenhagen Pagh ist ebenfalls Schauspielerin.
In die Schlagzeilen der Boulevardpresse kam er, als er 2007 eine 44 Jahre jüngere Thailänderin heiratete. Die dänische Hip-Hop-Gruppe Suspekt veröffentlichte 2011 eine Single mit dem Titel Klaus Pagh. Die Band bezeichnet Pagh als einen Volkshelden, das Lied sei aber nicht direkt über ihn. Der Name Klaus Pagh stehe stellvertretend für einen Schürzenjäger wie Hugh Hefner und Serge Gainsbourg.
Klaus Pagh starb am 8. Dezember 2020 im Alter von 85 Jahren in Hellerup. Seine Grabstätte befindet sich auf dem Garnison-Kirkegard in Kopenhagen.

## Filmografie (Auswahl)

### Als Schauspieler
- 1956: Frühling der Liebe
- 1958: Hinein ins Vergnügen
- 1959: Uns kann keiner
- 1960: 100 Mann und ein Kamel
- 1968: Mißbraucht
- 1970: Amour
- 1970: Stille Tage in Clichy (Stille dage i Clichy) (hier auch als Produzent)
- 1973: Solstik på badehotellet
- 1973: Mig og Mafiaen
- 1976: Piger i trøjen 2
- 1987: Die Galgenvögel
- 1997: Hospital der Geister II
- 2001: Kira

### Als Regisseur
- 1973: Solstik på badehotellet